# Tropicus sparus
Tropicus sparus är en skalbaggsart som beskrevs av Miller 1992. Tropicus sparus ingår i släktet Tropicus och familjen strandgrävbaggar. Inga underarter finns listade i Catalogue of Life.